# Pala di Orzinuovi
La Madonna in trono col Bambino tra i santi Domenico, Giuseppe, Vincenzo Ferrer, Lucia e un committente è un dipinto a olio su tela (177x166 cm) del Moretto, databile al 1525-1530 e conservato nella chiesa di San Domenico a Orzinuovi, sulla parete destra del presbiterio.
L'opera è da collocare alla primissima maturità del Moretto, benché sia ancora caratterizzata da una forte strutturazione di fondo tipica della pittura quattrocentesca che il pittore, entro pochi anni, abbandonerà decisamente. Per questo motivo, l'opera potrebbe essere addirittura classificata come giovanile, anche se entro pochi anni l'autore entrerà nella sua piena maturità artistica.

## Storia
Il dipinto è forse da identificare con quello ricordato da Francesco Paglia nel 1675: "nella Chiesa Parrocchiale vi è una tavola ove s'ammira la SS.ma Vergine con Bambino, S. Pietro e altri santi, opera singolare del Moretto". Appare strano, però, che il Paglia la veda nella chiesa parrocchiale e non nella chiesa di San Domenico dove si trova ancora oggi e, a quanto pare, dove è sempre stata, anche perché i soggetti raffigurati rimandano chiaramente a committenza domenicana. Sarebbe pertanto inspiegabile un temporaneo trasferimento del dipinto nella chiesa parrocchiale ai tempi del Paglia. Oltretutto vi vede san Pietro, che di fatto non è raffigurato: lo studioso potrebbe essersi confuso, cosa comunque improbabile, con un dipinto nella parrocchiale di Orzivecchi, dove figura appunto san Pietro ed era un tempo attribuito al Moretto, oggi ascritto invece con sicurezza a Giovanni Battista Moroni.
Vero è, però, che la letteratura artistica ha sempre mostrato incertezza nell'identificazione dei santi dipinti sulla tela: Pietro da Ponte, nel 1898, individua esattamente san Domenico e san Giuseppe a sinistra della Vergine, ma sbaglia ritenendo san Bonaventura e santa Caterina quelli a destra. Negli elenchi di Bernard Berenson fino al 1936 è indicata genericamente come Madonna con quattro santi e donatore, mentre altre descrizioni successive daranno interpretazioni ancora diverse, fino alla risoluzione del problema portata da Pier Virgilio Begni Redona nel 1988. Il dipinto si trova ancora oggi nella chiesa, appeso sulla parete destra del presbiterio.

## Descrizione
L'esatta successione dei santi viene identificata da Pier Virgilio Begni Redona nel 1988, analizzando gli attributi iconografici di ciascuno e traendo quindi le conseguenze: il primo a sinistra reca una stella sulla fronte, un libro in mano e un giglio ed è quindi san Domenico, il secondo porta un bastone e un ramo fiorito ed è san Giuseppe, il terzo porta un giglio, una colomba sulla spalla e una fiamma sulla fronte che rimandano a san Vincenzo Ferrer, mentre l'ultima tiene in mano un punteruolo con infilzati due occhi ed è pertanto santa Lucia.
Al centro, seduta su un alto trono, sta la Madonna con il Bambino in grembo e, ai suoi piedi, il committente, un uomo anziano in abito ecclesiale. Questa figura è forse identificabile con Zaccaria Trevisano, arciprete di Orzinuovi dal 1486 e qui morto nel 1546, che nel 1499 diede inizio alla costruzione di quello stesso monastero di San Domenico dove si trova ancora oggi la tela. È quindi probabile che il modello di chiesa che si vede nell'angolo inferiore sinistro del quadro, "sebbene non stia nelle mani dell'inginocchiato, sia un riferimento di committenza e al tempo stesso di dedicazione". Oltretutto, se si data l'opera agli anni 1525-1530, il Trevisani doveva avere all'incirca settant'anni, età che infatti dimostra nella rappresentazione.

## Stile
La letteratura artistica antica non fornisce molte notizie e pareri sul dipinto: Stefano Fenaroli, nel 1875, esprime dubbi sulla sua autografia mentre il Da Ponte, già citato, lo ascrive al periodo giovanile. Anche Roberto Longhi sembra seguire implicitamente questa linea, includendo il dipinto in quelle opere che il critico chiama "semplici presentazioni" alla maniera di Vincenzo Foppa, vedendovi utilizzato il forte rigore costruttivo quattrocentesco solo per "giocarvi entro nuovi effetti di illusionismo intenso, tipicamente lombardo, ottenuto non già con il mistero della vecchia prospettiva ma con una illuminazione più radente e con invenzioni di forme che, per così dire, fuoriescono improvvisamente dal tracciato del quadro". Il Longhi osserva poi molte affinità con la coeva Madonna col Bambino con i santi Rocco e Sebastiano di Pralboino, soprattutto nel contesto architettonico effettivamente molto simile.
Non cambiano parere Fausto Lechi e Gaetano Panazza nel 1939, notando che nel dipinto si rilevino "ancora elementi di pittura quattrocentesca in quel concetto compositivo semplice, lineare, quasi timido, in quella tonalità fresca, ricca di colore". L'opera, databile dopo il 1525, è comunque da collocare alla prima maturità del Moretto, benché sia ancora caratterizzata da questa ormai superata strutturazione di fondo che il pittore, entro pochi anni, abbandonerà decisamente.